# Élection présidentielle sud-coréenne de 2022
L'élection présidentielle sud-coréenne de 2022 a lieu le 9 mars 2022 afin d'élire le Président de la République de Corée du Sud pour un mandat de cinq ans.
Le président sortant Moon Jae-in n'est pas candidat à sa réélection, la constitution limitant les présidents à un seul mandat.
Le scrutin conduit à une alternance avec la victoire du candidat de l'opposition Yoon Seok-youl sur celui du parti présidentiel Lee Jae-myung.

## Contexte

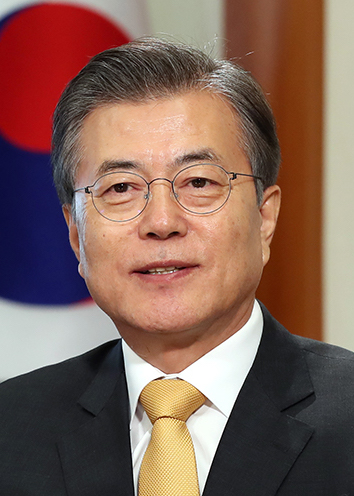
Moon Jae-in

L'élection présidentielle de mai 2017 voit la victoire du démocrate Moon Jae-in. Organisée de manière anticipée à la suite de la destitution de la présidente Park Geun-hye par la Cour constitutionnelle le 10 mars 2017 dans le cadre du scandale Choi Soon-sil, le scrutin amène à une alternance avec la défaite du candidat du Parti de la liberté de Corée, Hong Jun-pyo.
Les élections législatives organisées en avril 2020 confirment cette tendance. Dans le contexte de la pandémie de Covid-19, dont la bonne gestion par le Parti démocrate du président Moon Jae-in entraîne un rebond de popularité du gouvernement sortant, le parti démocrate remporte ainsi une nette victoire qui lui permet de passer d'une majorité relative des sièges au Parlement à une majorité absolue. Une modification de la loi électorale ayant amené les principaux partis à créer de petites formations sœurs aboutit après plusieurs fusions à la création du parti Pouvoir au peuple en remplacement du Parti de la liberté,.
Le président Moon Jae-in parvient ainsi à devenir l'un des rares présidents sud-coréens à ne pas connaître de cohabitation au cours de son unique quinquennat.

## Système électoral
Le président de la république de Corée est élu au scrutin uninominal majoritaire à un tour pour un mandat de cinq ans non renouvelable. L'élection se tient entre le soixante-dixième et le quarantième jour avant l'expiration du mandat du président sortant.

## Campagne

### Thèmes

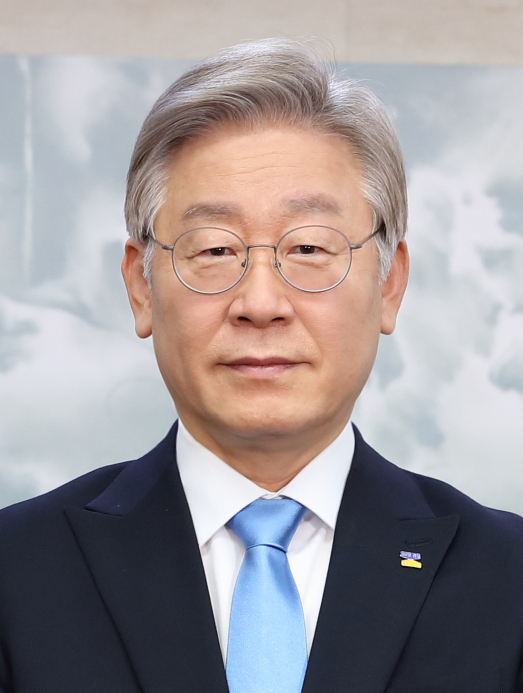
Lee Jae-myung.

La crise du logement est l'un des thèmes les plus abordés au cours de la campagne, les prix ayant presque doublé en quelques années. Alors qu'un ouvrier devait, en 2017, consacrer vingt ans de salaire pour s'acheter une maison, il lui en faut près de quarante en 2021. Cette crise contribue à la dette des ménages ; en hausse constante depuis les années 1960, elle s’élève en 2020 à plus de 200 % du revenu disponible. Le candidat démocrate Lee Jae-myung propose de poursuivre la politique du président Moon Jae-in, qui prévoit de livrer deux millions d'habitations d'ici 2025 et d’augmenter les impôts sur la propriété afin de dissuader les habitants fortunés d'accumuler plusieurs propriétés. Le candidat de Pouvoir au peuple, Yoon Seok-youl promet quant à lui de construire des logements tout en privilégiant une baisse drastique des impôts immobiliers pour faire baisser les prix,.
Le revenu universel est l'une des propositions phares de Lee Jae-myung dans un pays où les dépenses sociales sont traditionnellement très faibles. Prenant appui sur le constat d'une très importante hausse de l'automatisation dans le pays, il souhaite fournir 2 millions de wons par an (1 470 euros) de revenu de base à tous les jeunes, et 1 million (735 euros) au reste de la population. Si cette idée rencontre l'approbation de 48,6 % des Sud-Coréens selon une étude publiée en juin 2000 par le quotidien de centre gauche Hankyoreh, la population reste divisée sur le sujet, les décennies de voisinage avec le régime nord-coréen ayant instillé un fort rejet du socialisme encouragé par les journaux conservateurs, largement majoritaires dans le pays.

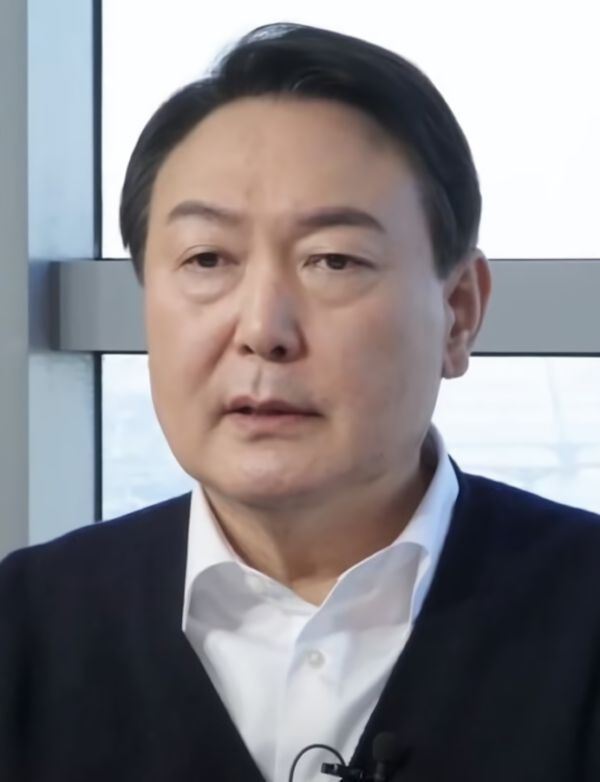
Yoon Seok-youl.

Yoon Seok-youl fait notamment campagne sur l'antiféminisme, promettant d’abolir le ministère de l’égalité des genres, dont il juge le budget de 24,5 milliards de dollars trop élevé. Le candidat accuse également les féministes d’être responsables du faible taux de natalité. Ce discours trouve écho auprès d'une part importante de la jeunesse masculine sud-coréenne, alors que les mobilisations lors de la vague MeToo ou en faveur du droit à l'avortement et de l'égalité salariale ont été mal vécues dans une société encore jugée comme très patriarcale. En juin 2021, un sondage du journal Hankook Ilbo montrait que 83 % des hommes entre 20 et 39 ans estimaient souffrir de discriminations de genre. Ces derniers reprochent tout particulièrement au service militaire, qui impose près de deux années de service obligatoire aux coréens âgés de 18 à 28 ans, de ne concerner que les hommes,,,. Sont également visés les politiques de quota féminins dans les sphères politiques et économies, une forme de discriminations basée sur le genre perçue comme injuste .
La campagne à l'encontre du ministère de l’égalité des genres voit le candidat démocrate Lee Jae-myung se montrer évasif quant à sa position sur le sujet. Si les sondages indiquent un fort soutien à sa candidature chez les jeunes femmes de moins de trente ans, le candidat redoute en retour qu'une position trop affirmée sur ces sujets ne fasse fuir son électorat masculin. Le parti démocrate est par ailleurs fragilisé sur ces questions par une série de scandales de harcèlement sexuel de la part de plusieurs responsables locaux du parti, qui mettent sérieusement à mal sa position féministe.
Bien que largement éclipsé de la campagne par rapport aux scrutins précédents, le sujet des relations avec la Corée du Nord voit nettement s'opposer les candidats. Lee Jae-myung se positionne pour une continuité de la politique de dialogue entamée par le président Moon Jae-in, visant à dénucléariser le voisin communiste en échange d'une baisses des sanctions internationales. Bien que loués, les efforts de ce dernier au cours de son mandat ne parviennent pas à convaincre Kim Jong-un d'entreprendre une déclaration commune sur la fin de la guerre, officiellement toujours en cours depuis 71 ans. Le dirigeant nord coréen procède au contraire aux essais de lancement de près d'une dizaine de missiles début 2022, dont le dernier intervient quatre jours avant la présidentielle,.
À l'opposé, Yoon Seok-youl se déclare partisan d'une ligne de « rupture » n'hésitant pas à menacer le voisin nord-coréen de frappes préventives en cas de danger imminent. Le candidat pousse également à un alignement sur la ligne dure du président américain Joe Biden vis à vis de la Chine, dont la popularité est alors en forte baisse en Corée du Sud, là ou le candidat démocrate se positionne pour une poursuite des relations amicales avec la Chine.

### Controverses
La campagne est marquée par une affaire de corruption impliquant indirectement le candidat démocrate à l'élection présidentielle, Lee Jae-myung pour des faits s'étant déroulés lorsqu'il était maire de la ville de Seongnam. Des procureurs, députés et politiciens sont en effet accusé d'avoir perçu des pots-de-vin pour attribuer à une entreprise un vaste marché public de promotion immobilière dans la ville, permettant à celle ci de générer des profits records. Si la majorité des  mis en cause dans cette affaire appartiennent au parti Pouvoir au peuple, plusieurs membres du Parti démocrate le sont également. Bien qu'aucun élément ne remonte directement jusqu'à Lee Jae-myung, ses opposants mettent en épingle ses liens avec les accusés,.
La coprésidente de l’équipe de campagne du Parti démocrate démissionne début décembre 2021, trois jours après sa prise de fonction, à la suite de révélations selon lesquelles elle aurait eu en 2011 un enfant adultérin, né avant son divorce. La presse conservatrice mène à son encontre une violente campagne de dénigrement, dans un pays où le crime d'adultère n'a été aboli qu'en 2015.
Le président Moon Jae-in gracie en décembre 2021 l'ancienne présidente conservatrice Park Geun-hye — condamnée en 2018 à vingt deux ans de prison pour corruption et abus de pouvoir — dans le cadre de la traditionnelle amnistie du Nouvel An, qui concerne en 2021 3 094 personnes. Cette décision est accueillie avec froideur tant par la droite, qui soupçonne une « manœuvre » pour l’affaiblir à quelques mois de la présidentielle, que par une partie du camp démocrate.
La campagne est surtout émaillée de scandales visant les épouses respectives de Lee Jae-myung et Yoon Seok-youl, potentielles future Première dame, au point que les deux candidats décident d’aller voter seuls devant les caméras, et non accompagnés de leurs femmes comme le veut la tradition en Corée du Sud,.
L'épouse de Lee Jae-myung, Kim Hye-kyung, est l'objet d'un scandale de harcèlement envers un fonctionnaire de la province de Gyeonggi, dont son époux est le gouverneur depuis 2018. Elle est accusée de l'avoir forcé à faire ses courses et son ménage, ainsi que l'avoir fait régler ses achats avec la carte de crédit professionnelle de Lee Jae-myung.
Yoon Seok-youl doit quant à lui affronter plusieurs polémiques successives en janvier 2022 à la suite des propos de son épouse, Kim Keon-hee. Celle ci prend ainsi la défense d'un ancien candidat à la présidentielle emprisonné pour des viols répétés sur sa secrétaire, des propos désavoués par la direction de Pouvoir au peuple, qui prend ses distances. Moins d'une semaine plus tard, Kim Keon-hee affirme que les journalistes critiques à l'égard de son époux seraient incarcérés si ce dernier arrivait au pouvoir. Ces propos, enregistrés lors d'un entretien avec un journaliste puis rendus publics sont vivement critiqués, la femme du candidat étant allée jusqu'à déclarer à propos de ces médias que « La police les accusera, que nous le leur ordonnions ou non », « Si j’arrive à la Maison Bleue, je les mettrai tous en prison ». Les tentatives de Pouvoir au peuple d’empêcher la publication de ces enregistrement en portant l'affaire en justice échouent, la Cour fédérale de Séoul jugeant que les propos d'une femme qui pourrait devenir la prochaine première dame « reflètent ses opinions […] et sont donc soumis à l’intérêt et à l’inspection du public ». Accusée d'avoir accepté des pots-de-vin et d'être mêlée à des malversations financières, Kim Keon-hee fait par ailleurs directement l'objet d'une enquête.

### Retrait d'Ahn Cheol-soo

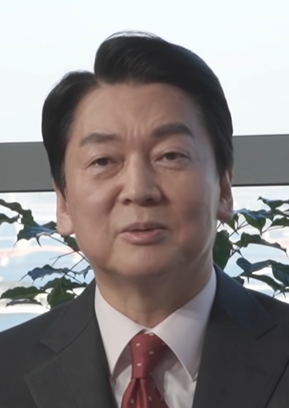
Ahn Cheol-soo

La campagne voit longtemps figurer en position de troisième homme le candidat du Parti du peuple (en), Ahn Cheol-soo. Refusant initialement tout rapprochement avec le principal candidat d'opposition Yoon Seok-youl, Ahn Cheol-soo finit par annoncer le 2 mars son retrait en faveur de ce dernier, quelques heures après la fin du dernier débat présidentiel. Le lendemain, les deux hommes font une déclaration conjointe dans laquelle ils font part de leur décision d'unir leurs forces afin de permettre une alternance, ainsi que la fusion après la présidentielle de leurs formations politiques respectives,.
Le retrait du candidat intervient cependant trop tard pour que son nom soit retiré des bulletins de vote. Les votes en sa faveur sont par conséquent comptabilisés en tant que votes invalides, alors même que les votes par procuration pour les citoyens vivants à l'étranger ont déjà eu lieu du 23 au 28 février, provoquant de nombreuses critiques. Ces dernières s'ajoutent à celles reprochant à Ahn Cheol-soo d'avoir rompu sa promesse de mettre en œuvre une Troisième voie dans un pays marqué par un fort bipartisme. Quelques jours à peine avant le retrait de sa candidature, le candidat du Parti du peuple affirmait que ceux votant pour Yoon devaient s'attendre à vouloir se couper un doigt sous un an,.

### Sondages
Le graphique qui aurait dû être présenté ici ne peut pas être affiché car il utilise l'ancienne extension Graph, désactivée pour des questions de sécurité. Des indications pour créer un nouveau graphique avec la nouvelle extension Chart sont disponibles ici.

## Résultats
| Candidat                 | Candidat                 | Parti                              | Voix       | %     |
| ------------------------ | ------------------------ | ---------------------------------- | ---------- | ----- |
|                          | Yoon Seok-youl           | Pouvoir au peuple                  | 16 394 815 | 48,56 |
|                          | Lee Jae-myung            | Parti démocrate                    | 16 147 738 | 47,83 |
|                          | Sim Sang-jung            | Parti de la justice                | 803 358    | 2,37  |
|                          | Huh Kyung-young          | Parti national révolutionnaire     | 281 481    | 0,83  |
|                          | Kim Jae-yeon             | Parti progressiste                 | 37 366     | 0,11  |
|                          | Cho Won-jin              | Notre république                   | 25 972     | 0,07  |
|                          | Oh Jun-ho                | Parti du revenu de base            | 18 105     | 0,05  |
|                          | Kim Min-chan             | Alliance de la vague coréenne      | 17 305     | 0,05  |
|                          | Lee Gyeong-hee           | Parti de l'unification de la Corée | 11 708     | 0,03  |
|                          | Lee Baek-yun             | Parti travailliste                 | 9 176      | 0,02  |
|                          | Kim Gyeong-jae           | Nouvelle union libérale démocrate  | 8 317      | 0,02  |
|                          | Ok Un-ho                 | Nouveau parti Saenuri              | 4 970      | 0,01  |
|                          |                          |                                    |            |       |
| Votes valides            | Votes valides            | Votes valides                      | 33 760 311 | 99,10 |
| Votes blancs et nuls     | Votes blancs et nuls     | Votes blancs et nuls               | 307 542    | 0,90  |
| Total                    | Total                    | Total                              | 34 067 853 | 100   |
| Abstention               | Abstention               | Abstention                         | 10 129 839 | 22,92 |
| Inscrits / Participation | Inscrits / Participation | Inscrits / Participation           | 44 197 692 | 77,08 |

## Analyse

Parts des voix par provinces

Le scrutin conduit à une alternance avec la victoire de Yoon Seok-youl sur Lee Jae-myung. Ce dernier reconnaît sa défaite le soir même et félicite Yoon,. La passation de pouvoir intervient le 10 mai 2022.
L'élection se révèle particulièrement serrée entre les deux principaux candidats, qui se retrouvent au coude à coude dans les sondages de sortie des urnes, laissant incertaine l'issue du scrutin jusque tard dans la soirée du 9 mars,.
Lee Jae-myung connait ses meilleurs résultats dans les provinces de Jeolla Sud et Nord, tandis que  Yoon Seok-youl connait les siens dans le Gyeongsang du Nord, fiefs respectifs du parti démocrate et du Pouvoir au peuple. Yoon Seok-youl parvient cependant à s'imposer dans plusieurs autres provinces gagnées par le candidat démocrate en 2017, et surtout dans le cœur de la capitale Séoul. Avec un peu plus de 10 % des suffrages à Gwangju, capitale du Jeolla du Sud, Yoon obtient également le meilleur résultat jamais réuni par un candidat conservateur dans ce fief libéral. Ces bons résultats dans les secteurs traditionnellement acquis aux libéraux permettent à Yoon Seok-youl de s'imposer par un peu moins de 250 000 voix sur son adversaire.